# Queda do SAAB Scandia prefixo PP-SQV em 1959
A queda do SAAB Scandia prefixo PP-SQV em 1959 foi um grave acidente aéreo ocorrido em 23 de setembro de 1959, nas proximidades do aeroporto de Congonhas, São Paulo. Esse acidente causaria a morte de todos os 20 ocupantes da aeronave.

## Aeronave
Após o final da Segunda Guerra Mundial, a demanda por aeronaves para recompor o transporte aéreo comercial era imensa. Com isso, dezenas de fabricantes resoveram criar novos projetos para suprir esse mercado e a SAAB era um deles. Ao final de 1945, lançaria o Saab 90 Scandia, aeronave projetada para o transporte de até 30 passageiros a uma distância máxima de 1000km. Apesar do sucesso do protótipo, seria lançado tardiamente em 1950, e perderia a concorrência para o DC-3, aeronave de manutenção simples e oferecida em abundância pelo govenro americano após o final da guerra. Assim seriam construídos apenas 18 aeronaves que seriam adquridas pelas empresas Scandinavian Airlines System e Aerotransport. Em 1950 ,a empresa brasileira VASP adquiria seus primeiros Scandia. Ao final de 1957, a empresa operava todos os 18 aviões construídos, tendo adquirido os exemplares restantes da SAS.
O Scandia seria utilizado pela Vasp em larga escala na Ponte Aérea Rio- São Paulo. Após alguns acidentes fatais ocorridos entre o final dos anos 1950 e início dos anos 1960, as aeronaves remanescentes seriam utilizadas em rotas menos procuradas até serem aposentadas em 1969. A aeronave acidentada havia sido fabricada em 1950 e recebeu o número de construção 90.106. Ao entrar em serviço na SAS receberia o prefixo SE-BSD Grim Viking. Em 1957 seria adqurida pela VASP, recebendo o prefixo PP-SQV.

## Acidente
O SAAB Scandia PP-SQV foi preparado para a realização do voo das 18h30 min da Ponte aérea Rio-São Paulo. Após atraso, a aeronave decolaria da pista 16 do aeroporto de Congonhas às 18h49 do dia 23 de setembro de 1959. Transportando 16 passageiros e 4 tripulantes, a aeronave era conduzida pelo comandante Renart da Cunha Borba.
Após decolar, a aeronave guinou à direita perdendo altura e um minuto e meio depois, voando baixo, bateria sobre uma elevação de terreno ganhando pequena altura até bater numa pequena floresta de eucaliptos, explodindo logo em seguida. A explosão seguida de grande incêndio mataria carbonizados todos os ocupantes da aeronave. Entre os passageiros mortos estava o engenheiro Orlando Drumont Murgel, diretor da Estrada de Ferro Sorocabana.
Por conta da proximidade da área da queda, as equipes de socorro chegariam rapidamente, porém todos os ocupantes estariam mortos. A chegada de populares ao local da queda prejudicaria o resgate dos corpos, sendo que algumas pessoas seriam presas pela polícia ao tentarem saquear os destroços.

## Consequências
Após a tomada do depoimentos de testemunhas no aeroporto, seria constatada a ocorrência de falha em um dos motores do Scandia. O exame dos destroços se revelaria inconclusivo, devido aos restos da aeronave terem ficado calcinados. 
Esse seria o segundo acidente ocorrido em menos de um ano com um Scandia da VASP causado por falha em motor durante a decolagem. Em 30 de dezembro de 1958, o Scandia PP-SVQ caiu na Baía de Guanabara após tentativa de decolagem mal sucedida por conta de falha em um dos seus motores. O acidente deixaria 21 mortos e 17 feridos.
Esses acidentes evidenciariam problemas na manutenção da empresa, que passaria a investir em novas aeronaves como os Vickers Viscount e YS 11, de forma que até 1969 todos os Scandia remanescentes seriam aposentados.